# Dietmar Hamann
Dietmar "Chimesie" Hamann (sinh ngày 27 tháng 8 năm 1973) là một cầu thủ bóng đá chuyên nghiệp người Đức.
Trong suốt sự nghiệp, anh từng đầu quân cho Bayern Munich, Newcastle United, Liverpool, và Manchester City chủ yếu ở vị trí tiền vệ phòng ngự. Anh cũng thời gian tại Milton Keynes Dons làm cầu thủ kiêm huấn luyện viên trước khi gia nhập Leicester City làm huấn luyện viên đội một. Anh cũng là thành viên của đội tuyển bóng đá quốc gia Đức từ 1997 đến 2006 và đại diện cho đội tuyển tại hai giải vô địch bóng đá thế giới và hai giải vô địch bóng đá châu Âu, trong đó tiến đến chung kết Giải vô địch bóng đá thế giới 2002.
Trong suốt sự nghiệp Hamann nổi tiếng là một cầu thủ chơi rắn và đáng tin cậy. Anh được đông đảo người hâm mộ Liverpool ủng hộ bởi anh đã góp công lớn giúp đội bóng giành chiến thắng tại chung kết UEFA Champions League 2005.

## Sự nghiệp câu lạc bộ

### Khởi nghiệp
Hamann khởi nghiệp tại đội bóng ít danh tiếng FC Wacker München. Sau khi gây ấn tượng ở đội trẻ, anh gia nhập Bayern Munich năm 16 tuổi vào 1989 và ra mắt ở đội một Bayern năm 1993. Hamann gia nhập một đội hình có nhiều cầu thủ nổi tiếng dẫn dắt như Lothar Matthäus, Thomas Helmer, Christian Ziege và Oliver Kahn, anh chơi năm trận chủ yếu ở hành lang cánh phải. Trong mùa bóng kê tiếp, Bayern chịu tổn thất chấn thương lớn khi mất tiền vệ Matthäus, tiền vệ người Thụy Sĩ Alain Sutter, tài năng Dieter Frey và cựu binh Markus Schupp, Hamann nghiễm nhiên được đá chính thường xuyên và chơi 30 trận tại Bundesliga.
Trong mùa 1996-97, Hamann chơi 23 trận và cũng ra mắt tại đội tuyển quốc gia Đức và giành danh hiệu quốc gia Đức thứ hai cùng Bayern. Trong cuộc sống cá nhân, Hamann đã phải trải qua một giai đoạn đáng sợ khi anh bị bất tỉnh và bị chẩn đoán đột quỵ não, nhưng sau đó đã hồi phục hoàn toàn. Mùa bóng tiếp theo chứng kiến sự thất vọng khi suốt mùa giải Bayern phải rượt đuổi đội bóng mới lên hạng 1. FC Kaiserslautern và kết thúc mùa ở vị trí thứ hai. Hamann chơi được 28 trận và ghi hai bàn thắng.

### Newcastle United
Sau khi hoàn thành nghĩa vụ quốc gia tại giải bóng đá vô địch thế giới 1998, anh gia nhập Newcastle United do Kenny Dalglish dẩn dắt thời điểm đó với giá 5.5 triệu bảng. Sau khi vượt qua chấn thương bàn chân, Hamann chơi 31 trận và ghi năm bàn thắng. Vào tháng 7 năm 1999, anh chọn gia nhập Liverpool của Gerard Houllier với hợp đồng 8 triệu bảng. Trong thời gian tại Newcastle anh chơi tại chung kết Cúp FA 1999.

### Liverpool
Hamann đã khẳng định bản thân là một tiền vệ có ảnh hưởng lớn cho Liverpool trong suốt bảy năm tại câu lạc bộ. Trong mùa 2000-01, anh giành những danh hiệu lớn cùng Liverpool khi đội bóng giành cú ăn ba (Cúp Liên đoàn Anh, Cúp FA và cúp UEFA) và một suất dự Champions League. Hamann cũng chơi đủ 90 phút và kiến tạo một bàn thắng của Liverpool cho Michael Owen trong chiến thắng 2-0 của Manchester United tại chung kết Cúp Liên đoàn bóng đá Anh 2003.
Hamann đóng vai trò quan trọng trong chiến thắng chung kết UEFA Champions League 2005 vượt qua A.C. Milan. Mặc dù dính chấn thương ngón chân trong trận chung kết, sự thay thế của Hamann cho Steve Finnan ở nửa hiệp là chất xúc tác cho trận đấu lịch sử của Liverpool. Đội bóng lội ngược dòng 3-3 sau khi bị dẫn trước 3-0 và sau đó giành chiến thắng trên chấm đá luân lưu; Hamann còn cho thấy sự điềm tĩnh và dũng cảm khi thực hiện quả đá 11m và trở thành cầu thủ Liverpool đầu tiên hoàn thành cú đá phạt đền với chân bị chấn thương. Trong trận chung kết cúp FA 2006, Hamann một lần nữa trở thành người hùng khi lập công trên chấm luân lưu giúp Liverpool giành chiến thắng trước West Ham United và lên ngôi vô địch.

### Manchester City
Vào tháng 6 năm 2006, Hamann được phép nói chuyện với Bolton Wanderers về một vụ chuyển nhượng tiềm năng đến câu lạc bộ Tây Bắc. Hamann thừa nhận anh sẽ rất buồn nếu rời Liverpool, nhưng sẽ đưa ra "quyết định tốt nhất cho tương lai của mình". Anh đã thực sự ký nửa đầu hợp đồng để trở thành cầu thủ Bolton Wanderers nhưng sau đó đã "thay đổi trái tim". Anh gia nhập Bolton chưa đầy một ngày trước khi chuyển đến Manchester City.
Ngày 12 tháng 7, thay vì kí hợp đồng với Bolton, Hamann lại kí với Manchester City, khi City trả 400,000 £ tiền bối thường cho Bolton. Ngày 13 tháng 2, anh kí hợp đồng gia hạn đến cuối mùa mùa 2008-2009 và ghi bàn đầu tiên cho câu lạc bộ tại vòng một cúp UEFA với EB/Streymur.
Vào tháng 7 năm 2009, tờ Daily Mirror đưa tin Hamann đang ở trong giai đoạn đàm phàn đầu với câu lạc bộ ở Championship là Preston North End với một buổi phỏng vấn gia nhập đội bóng vào mùa 2009-10. Ngày 23 tháng 7, Daily Mirror đưa tin Hamann "lại hứng thú với việc chuyển đến North End bất chấp lời đề nghị từ kình địch QPR".

## Sự nghiệp quốc tế
Hamann chơi cho đội U-21 Đức trước khi có trận ra mắt quốc tế trong trận giao hữu với Nam Phi vào tháng 11 năm 1997. Trong chiến dịch vòng loại giải vô địch bóng đá châu Âu 2000, anh là một nhân tố quan trọng trong đội hình tuyển Đức. Anh chơi tất cả các trận của đội tại vòng chung kết khi họ bị loại ở vòng một. Anh là người cuối cùng ghi bàn ở sân vận động Wembley cũ trước khi bị dỡ bỏ, khi Hamann ghi bàn quyết định trong trận đấu thuộc vòng loại giải bóng đá vô địch thế giới 2002 của Đức trước Anh vào tháng 10 năm 2000.
Sau màn trình diễn ấn tượng trong trận chung kết Champions League 2005, Hamann được triệu tập vào đội tuyển Đức bởi huấn luyện viên mới Jürgen Klinsmann. Sau khi không được lựa chọn tham dự giải bóng đá vô địch thế giới 2006 cùng tuyển Đức, anh chính thức quyết định giã từ sự nghiệp bóng đá quốc tế.

## Sự nghiệp huấn luyện

### Milton Keynes Dons và Leicester City
Ngày 20 tháng 5 năm 2010, Hamann kí hợp đồng một năm làm cầu thủ kiêm huấn luyện viên tại Milton Keynes Dons. Anh rời câu lạc bộ vào ngày 3 tháng 2 năm 2011 để làm huấn luyện viên đội một của Leicester City.

### Stockport County
Ngày 5 tháng 7 năm 2011, Hamann được bổ nhiệm làm huấn luyện viên mới của câu lạc bộ mới lên hạng Conference Premier là Stockport County để thay thế Ray Mathias. Cuộc bổ nhiệm diễn ra sau khi doanh nhân Tony Evans đứng đầu một tập đoàn đề nghị tiếp quản đội bóng. Trong trận đấu đầu tiên trên cương vị thuyền trưởng của Stockport, đội của Hamann hòa 1-1 với Forest Green Rovers tại The New Lawn.

## Thống kê sự nghiệp

### Câu lạc bộ
| Màn trình diễn      | Màn trình diễn      | Màn trình diễn      | Giải đấu | Giải đấu  | Cúp       | Cúp       | Cúp Liên đoàn | Cúp Liên đoàn | Lục địa | Lục địa   | Tổng cộng | Tổng cộng |
| Mùa                 | Câu lạc bộ          | giải                | Số trận  | Bàn thắng | Số trận   | Bàn thắng | Số trận       | Bàn thắng     | Số trận | Bàn thắng | Số trận   | Bàn thắng |
| Đức                 | Đức                 | Đức                 | Cúp      | Cúp       | DFB-Pokal | DFB-Pokal | Khác          | Khác          | Châu ÂU | Châu ÂU   | Tổng cộng | Tổng cộng |
| ------------------- | ------------------- | ------------------- | -------- | --------- | --------- | --------- | ------------- | ------------- | ------- | --------- | --------- | --------- |
| 1993–94             | Bayern Munich       | Bundesliga          | 5        | 1         | 0         | 0         | -             | -             | 0       | 0         | 6         | 1         |
| 1994–95             | Bayern Munich       | Bundesliga          | 30       | 0         | 1         | 0         | -             | -             | 6       | 0         | 37        | 0         |
| 1995–96             | Bayern Munich       | Bundesliga          | 20       | 2         | 2         | 0         | -             | -             | 7       | 0         | 29        | 2         |
| 1996–97             | Bayern Munich       | Bundesliga          | 23       | 1         | 4         | 0         | -             | -             | 2       | 0         | 30        | 1         |
| 1997–98             | Bayern Munich       | Bundesliga          | 28       | 2         | 5         | 3         | 2             | 0             | 8       | 1         | 41        | 6         |
| Anh                 | Anh                 | Anh                 | League   | League    | Cúp FA    | Cúp FA    | Cúp Liên đoàn | Cúp Liên đoàn | Châu ÂU | Châu ÂU   | Tổng cộng | Tổng cộng |
| 1998–99             | Newcastle United    | Premier League      | 23       | 4         | 7         | 1         | 1             | 0             | 0       | 0         | 31        | 5         |
| 1999–2000           | Liverpool           | Premier League      | 28       | 1         | 2         | 0         | 0             | 0             | 0       | 0         | 30        | 1         |
| 2000–01             | Liverpool           | Premier League      | 30       | 2         | 5         | 1         | 5             | 0             | 13      | 0         | 53        | 3         |
| 2001–02             | Liverpool           | Premier League      | 31       | 1         | 2         | 0         | 1             | 0             | 13      | 0         | 47        | 1         |
| 2002–03             | Liverpool           | Premier League      | 30       | 2         | 1         | 0         | 1             | 0             | 9       | 0         | 41        | 2         |
| 2003–04             | Liverpool           | Premier League      | 25       | 2         | 4         | 0         | 1             | 0             | 5       | 1         | 35        | 3         |
| 2004–05             | Liverpool           | Premier League      | 30       | 0         | 0         | 0         | 3             | 0             | 10      | 1         | 43        | 1         |
| 2005–06             | Liverpool           | Premier League      | 17       | 0         | 2         | 0         | 1             | 0             | 11      | 0         | 31        | 0         |
| 2006–07             | Manchester City     | Premier League      | 16       | 1         | 2         | 0         | 1             | 0             | 0       | 0         | 19        | 0         |
| 2007–08             | Manchester City     | Premier League      | 29       | 0         | 3         | 0         | 2             | 0             | 0       | 0         | 34        | 0         |
| 2008–09             | Manchester City     | Premier League      | 9        | 0         | 1         | 0         | 0             | 0             | 8       | 1         | 18        | 1         |
| 2010–11             | Milton Keynes Dons  | League One          | 12       | 0         | 0         | 0         | 1             | 0             | 0       | 0         | 13        | 0         |
| Tổng cộng           | Đức                 | Đức                 | 106      | 6         | 12        | 3         | 2             | 0             | 23      | 1         | 143       | 10        |
| Tổng cộng           | Anh                 | Anh                 | 280      | 12        | 29        | 2         | 17            | 0             | 69      | 3         | 396       | 17        |
| Tổng cộng sự nghiệp | Tổng cộng sự nghiệp | Tổng cộng sự nghiệp | 386      | 18        | 41        | 5         | 19            | 0             | 92      | 4         | 538       | 27        |

### Sự nghiệp quốc tế
- Nguồn:[25][26]

| Đội tuyển bóng đá quốc gia | Đội tuyển bóng đá quốc gia | Đội tuyển bóng đá quốc gia |
| Năm                        | Số trận                    | Bàn thắng                  |
| -------------------------- | -------------------------- | -------------------------- |
| 1997                       | 1                          | 1                          |
| 1998                       | 12                         | 0                          |
| 1999                       | 6                          | 1                          |
| 2000                       | 11                         | 1                          |
| 2001                       | 6                          | 0                          |
| 2002                       | 12                         | 1                          |
| 2003                       | 1                          | 0                          |
| 2004                       | 9                          | 1                          |
| 2005                       | 1                          | 0                          |
| Total                      | 59                         | 5                          |

### Bàn thắng quốc tế
| #  | Ngày                 | Địa điểm                                       | Đối thủ     | Ghi bàn | Kết quả | Giải đấu                                     |
| -- | -------------------- | ---------------------------------------------- | ----------- | ------- | ------- | -------------------------------------------- |
| 1. | 15 tháng 11 năm 1997 | Rheinstadion, Düsseldorf, Đức                  | Nam Phi     | 1–0     | 3–0     | Giao hữu                                     |
| 2. | 26 tháng 3 năm 1999  | Windsor Park, Belfast, Bắc Ireland             | Bắc Ireland | 3–0     | 3–0     | Vòng loại giải vô địch bóng đá châu Âu 2000  |
| 3. | 7 tháng 10 năm 2000  | Sân vận động Wembley, Luân Đôn, Anh            | Anh         | 1–0     | 1–0     | Vòng loại giải vô địch bóng đá thế giới 2002 |
| 4. | 13 tháng 2 năm 2002  | Sân vận động Fritz Walter, Kaiserslautern, Đức | Israel      | 3–1     | 7–1     | Giao hữu                                     |
| 5. | 31 tháng 3 năm 2004  | Sân vận động Müngersdorfer, Cologne, Đức       | Bỉ          | 2–0     | 3–0     | Giao hữu                                     |

## Danh hiệu
Bayern Munich
- Bundesliga: 1993–94, 1996–97
- DFB-Pokal: 1997–98
- DFB-Ligapokal: 1997
- UEFA Cup: 1995–96

Liverpool
- FA Cup: 2000–01, 2005–06
- Football League Cup: 2000–01,[27] 2002–03;[28] á quân 2004–05[29]
- FA Charity Shield: 2001
- UEFA Champions League: 2004–05
- UEFA Cup: 2000–01
- UEFA Super Cup: 2001, 2005
- FIFA Club World Championship á quân: 2005[30]

Germany
- FIFA World Cup á quân: 2002